# Закон Фаллу
Французский Закон об образовании, известный как Закон Фаллу (фр. Loi Falloux), был принят 15 марта 1850 года во времена Второй республики и носит имя министра народного образования Альфреда де Фаллу, хотя и бы принят уже после его отставки.
Обнародованный 15 марта 1850 года, он затрагивал все аспекты образования, за исключением высшего, но наиболее известен своими положениями о свободе образования, оставляющими достаточно места для конфессионального образования. Закон Фаллу дополнял закон Гизо от 1833 года, который сделал школу для мальчиков обязательной в любой коммуне с населением 500 жителей, сделав обязательным создание школ для девочек в любой коммуне с населением 800 жителей.
Одним из авторов закона был католический епископ Феликс-Антуан-Филибер Дюпанлу (1802–1878), который под видом свободы образования восстановил большую часть традиционного влияния церкви на французское образование. Законом был образован высший совет народного просвещения при министре, в состав которого входили четыре епископа и некоторые другие духовные лица; в каждом департаменте ему были подчинены советы просвещения, тоже с преобладающим влиянием духовенства. Этим советам был поручен надзор за всеми учебными заведениями, в частности, начальные школы были помещены под надзор местных пасторов. Этот надзор очень быстро клерикализировал все учебные заведения Франции, от низших до высших.
Во время Третьей Республики были приняты законы Жюля Ферри, которые не отменяли закон Фаллу, но фундаментально преобразовали систему образовании во Франции, положив начало современной республиканской школе (l'école républicaine). Окончательно закон Фаллу был отменён 15 июня 2000 года.